# Loucura Melancólica e Loucura Delirante
Loucura Melancólica e Loucura Delirante (em inglês: Melancholy Madness e Raving Madness), designadas conjuntamente em língua inglesa Melancholy and Raving Madness, são um par de estátuas em tamanho real representando a dualidade dos sintomas da loucura na visão do final da Idade Média e início da Idade Moderna. A Loucura Melancólica é representada com expressão desprovida de emoções e em postura lânguida, ao passo que a Loucura Delirante é representada acorrentada e em estado de furiosa agonia.
O trabalho mais conhecido do escultor dinamarquês Caius Gabriel Cibber, elas foram comissionadas pelo Bethlem Royal Hospital em Londres, no Reino Unido, originalmente um infame manicômio conhecido pelo tratamento brutal de seus pacientes, e hoje considerado o mais antigo hospital psiquiátrico do mundo. De 1676 a 1815 elas encimavam a sua entrada, e assim tornaram-se símbolos significativos da loucura, na cultura popular britânica.